# سوسری تورانی
سوسری تورانی (نام علمی: Periplaneta lateralis) (که همچنین با مترادف‌های آن Shelfordella lateralis و Blatta lateralis نیز شناخته می‌شود)، همچنین به عنوان سوسری سرخ زنگاری، سوسری تیزرو سرخ یا به‌سادگی سرخ زنگاری، دونده سرخ، شناخته می‌شود، یک سوسری عمدتاً در فضای باز است که بومی منطقه‌ای از شمال آفریقا تا آسیای مرکزی است. اندازه بزرگسالان حدود ۳ سانتیمتر (۱٫۲ اینچ) طول است. نرهای بالغ به رنگ نارنجی یا قرمز مایل به قهوه‌ای هستند، باریک هستند و بال‌های بلند و زردرنگی دارند که به آن‌ها اجازه می‌دهد تا ماده‌ها را جذب کنند و سر بخورد. ماده‌های بالغ قهوه‌ای تیره تا سیاه هستند، با علامت‌های کِرِم‌رنگ بر روی سپر و نوار کرم‌رنگی که لبه‌های بال‌های آن را پوشانده است. آنها پهن‌تر از نرها هستند و بال‌های بازمانده کوتاهی دارند. پوره‌ها در جلو قهوه‌ای، در عقب سیاه و بدون بال هستند.

## پراکندگی
این گونه در آسیای مرکزی، رشته‌کوه‌های قفقاز و شمال شرق آفریقا یافت می‌شود. آن را می‌توان در سراسر منطقه افغانستان، آذربایجان، مصر، هند، ایران، عراق، اسرائیل، اردن، کشمیر، لیبی، فلسطین، پاکستان، عربستان سعودی، سودان، امارات متحده عربی، و ایالات متحده یافت.